# Tháng tư
Tháng tư là tháng thứ tư theo lịch Gregorius, có 30 ngày.

## Những sự kiện trong tháng 4
Tháng 4 bắt đầu cùng một ngày trong tuần với tháng 7 trong bất kỳ năm nào và cùng ngày trong tuần với tháng 1 trong những năm nhuận.
- Ngày Cá tháng Tư là ngày 1 tháng 4.
- Ngày Thế giới nhận thức về chứng tự kỷ 2/4
- Ngày Valentine Đen 14/04
- Ngày giỗ tổ Hùng Vương là ngày lễ của người Kinh nhằm tưởng nhớ đến công lập quốc của Hùng Vương (10 tháng 3 âm lịch)
- Lễ Phục sinh là một Chủ Nhật giữa ngày 22 tháng 3 và ngày 25 tháng 4 trong Công giáo Rôma, muộn hơn đối với Chính Thống giáo Đông phương.
- Theo lịch Ireland tháng này gọi Aibreán và tháng này là tháng thứ ba và tháng cuối trong mùa xuân.
- Vladimir Ilyich Lenin (22 tháng 4 năm 1870 - 21 tháng 1 năm 1924)
- Ngày Trái Đất (22 tháng 4 năm 1970)

- Sự kiện 30 tháng 4 năm 1975: kết thúc Chiến tranh Việt Nam, thống nhất đất nước.

## Văn hóa về tháng 4
Những bài hát về tháng 4:
- Mưa tháng tư (Kim Gà)
- Ngày rằm tháng tư (Y Mai)
- Tháng 4 (Hồ Lương Công Bình)
- Tháng tư là lời nói dối của em (Phạm Toàn Thắng)
- Tháng tư về (Dương Thụ)
- Trăng tròn tháng tư (Chúc Linh)

Your lie in april đều là tên của anime và manga